# Lisna pila
Lisna pila može biti ručna ili strojna pila. Ručna lisna pila ima list pričvršćen na rukohvat ili upet u okvir, a pili se povlačenjem pile u jednom, pa u drugom smjeru. Strojne lisne pile služe za odrezivanje velikih obradaka.

## Ručna lisna pila za metal ili kovine
Ručna pila za metal ili kovine služi za piljenje šipki ili limova debljina većih od 3 milimetra. Glavni dijelovi ručne pile su okvir, list i drška. Okvir na prednjem dijelu ima četverokutnu vodilicu, u kojoj je pomični četverokut s navojem i leptir maticu za stezanje lista pile, a na stražnjem dijelu nalazi se nepomični držač lista pile u kojem dolazi drška.

### List pile
List pile je izrađen od tvrdog ili veoma tvrdog čelika s trokutastim zubima s jedne ili obje strane lista. Zubi imaju valoviti raspored, odnosno veći bočni razmak od debljine lista pile, naizmjenično raspoređeni na desnu i lijevu stranu. Ovakav raspored zubi omogućava dobivanje šireg reza od debljine lista pile, pa je zato trenje ograničeno samo na površinu zuba s malim pritiskom i malim zagrijavanjem lista i predmeta obrade. Strugotina između zubaca ispada kada list izađe iz propilka. 
Prema vrsti materijala biraju se listovi pila s brojem zubi na duljini lista pile od 25 mm (1 inč):
- za meki čelik, bakar, aluminij i slično – od 14 do 16 zubi na 25 mm duljine lista pile;
- za tvrdi čelik – od 18 do 25 zubi na 25 mm duljine lista pile;
- za tanke limove i cijevi – od 25 do 32 zuba na 25 mm duljine lista pile.

## Strojne lisne pile
Strojne lisne pile služe za odrezivanje velikih obradaka. Obradak se učvrsti u stegi i pila se pusti u rad (glavno gibanje). Sama težina okvira lisne pile (ili s dodanim utegom) ostvaruje posmično gibanje. Oblik zubaca ovisi o vrsti materijala koji se pili, ali uvijek mora zadovoljiti kao i drugi rezni alati: čistoću reza, trajnost oštrice i sposobnost rezanja. Kutovi zubaca pile: prednji kut zubaca γ se kreće od 0º do 5º, a stražnji α od 30º do 40º.
Što je manja duljina piljenja ili promjer odabranog predmeta, to i zubi pile moraju biti manji. S njime i razmak između zubi mora biti manji. On se odabire s obzirom na količinu strugotine koja se mora smjestiti u međuprostor zubi i odvesti iz zasjeka (direktno ovisi o duljini piljenja). Što je duljina piljenja veća, veći moraju biti i razmaci među zubima. Vrijedi i obrnuto tj. za male duljine piljenja možemo koristiti male zube i mali razmak među njima. Zupci svih pila su izvinuti (razvraćeni) prema van, odnosno izvan ravnine lista pile, tako da je širina piljenog dijela (propiljka) uvijek veća nego debljina lista pile. To koristimo da se spriječi trenje između lista pile i materijala koji pilimo, te moguće zaribavanje i oštećivanje alata obratka ili alatnog stroja. Razlikujemo više načina izvinuća (razvraćenja) zubaca: lijevo - desno, lijevo - desno – ravno, 3 lijevo - 1 ravno – 3 desno i valovito.

### Lučna pila
Lučna pila služi za rezanje šipkastog materijala i raznih profila manjih izmjera (dimenzija). Na postolju se nalazi elektromotor koji daje pogon vratilu preko remenice. Na vratilu, nalazi se zupčanik, koji je u vezi sa zupčanikom, a koji se nalazi na postolju. Pilu nosi poluga i okvir. Pila izvodi pravocrtno gibanje preko poluge. Predmet obrade je stegnut u napravu i miruje za vrijeme obrade.

## Vanjske poveznice
|  | Zajednički poslužitelj ima još gradiva o temi Lisna pila |